# Sufism

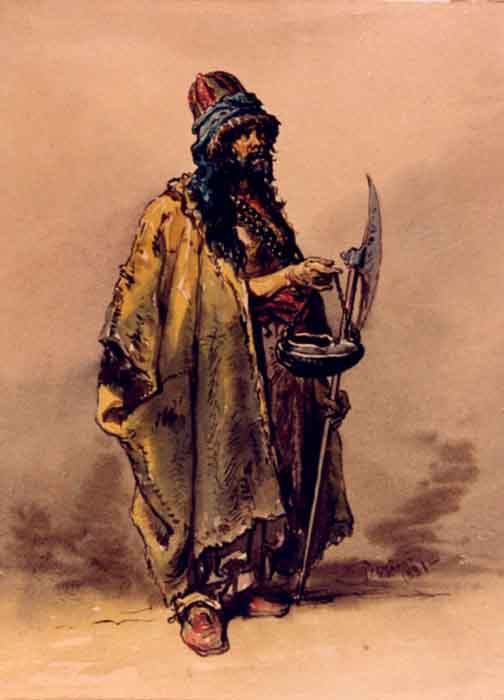
Un derviș palestinian. Muzeul Național de Artă al României.

Sufismul sau taṣawwuf (arabă: تصوّف‎) este de obicei înțeles nu ca o sectă distinctă a Islamului, ci ca o dimensiunea interioară, mistică a Islamului. Un practicant al acestei tradiții este, în general, cunoscut ca un ṣūfī (arabă: صُوفِيّ), deși unii dintre suporterii acestei tradiții folosesc acest termen doar pentru acei credincioși care au atins obiectivele tradiției Sufi.
Un alt nume folosit pentru credincios, pe lângă cel de Sufi, este Derviș sau Fachir.
Sufismul este un curent apărut în secolul VIII și răspândit mai ales în Persia. În centrul vieții religioase a acestei doctrine se află iubirea reciprocă dintre Dumnezeu și oameni, respingând, prin urmare, ideea inaccesibilității lui Dumnezeu. Doctrina sa este influențată de mai multe religii: budism, zoroastrism, hinduism și are la bază apropierea față de Dumnezeu prin cunoaștere mistică, iubire și asceză. Adepții sufismului sunt organizați în diferite frății, confrerii, ordine sau grupări cu milioane de membri la nivel mondial (Ex: Qadiriyyah, Mawlawiyah, Naqshbandiyyah, Tijaniyyah etc) . Fiecare confrerie are o vestimentație distinctivă și ritualuri proprii.